# キャノン先生トばしすぎ
『キャノン先生トバしすぎ』は、ゴージャス宝田による成人向け漫画作品。略称は｢キャントバ｣。
オークスの成年コミック誌『コミックXO』にて2006年7月号から2007年9月号まで連載された。単行本は同社XOコミックスより全1巻。

## あらすじ
貧乏な三十路の成人向け漫画家ルンペン貧太がひょんなことで売れっ子成人漫画家巨砲キャノンと出会うが、なんと彼女は現役の小学生だった。
貧太は驚愕しつつもキャノン先生のアシスタントになり、彼女と関係を持ちつつも自分の「エロ漫画家」としてのあり方を問い直されて行く。

## 登場人物
ルンペン貧太（ - びんた）
主人公で貧乏なエロ漫画家。男性、30歳。
作品に対するこだわりが強すぎるあまり筆が進まないため、年に1本ペースでしか作品を発表できず、故に貧乏でバイトでかろうじて食いつないでいる。
あるとき原稿料の前借りを依頼しようと訪れた編集部で、以前から大ファンだったキャノンと出会い彼女の正体に驚くもののアシスタントとなり自宅を彼女の職場として提供することになる。自分の半分以下程の年齢のキャノンに対しても「先生」と呼び敬語を使っている。
現在は貧乏暮らしのためか痩せているが、回想シーンでは太っている。少年時代に周囲からのおたく差別に苦しんだ経験を持ち、ここから立ち直ったある経験により漫画家を目指していた。
やがてキャノンや他のエロ漫画家とのかかわりを通して自身の漫画家としての姿勢を考え直していく。
巨砲キャノン（おおづつ - ）／剣峰百合子
売れっ子エロ漫画家。名門小学校に通う富豪の令嬢。単行本が大ヒットしてから彼女の正体を編集サイドが知ったため、彼女が未成年である事は公には堅く隠匿されている。
ひょんなことから貧太をアシスタントとして雇い、彼の事は「貧太さん」と呼んでいる。
性的な事に関する興味が幼いながら強く、その妄想を作品に昇華させてきた。しかし漫画家としてのプロ意識は大変強く、締切もきっちりと守り、仕事も熱心に取り組んでいる。
鉄鋼院ラセン（てっこういん - ）
女性、年齢不詳。
女流エロ漫画家。自身の穏やかそうな外見とは裏腹に作品は陵辱系路線。
海乃みるく（うみの - ）
男性、21歳。
陵辱系の作風で知られる人気エロ漫画家。高いプロ意識を持っており、貧太に厳しいアドバイスをする。自身は一般誌デビューを望み内心ではエロを描くことを恥じているが「エロマンガ家になるのが夢だった」という貧太の発言に驚愕した。

## 反応
本作は成人向け漫画のバイブルと呼ばれている。稀見理都は、本作の「エロは悪ではない」というメッセージは多くの成人向け漫画家と読者に勇気を与えたと述べた。ドバトは自身の創作活動において、本作から大きな影響を受けたと述べている。『エロマンガベスト100+』でゼロ年代編を担当したへどばんは、オタクに対する抑圧などの社会的なテーマも描きつつ、密度の高いエロシーンと作画の巧さ、愛の力を信じる熱さが本作を傑作たらしめていると評した。

## 書籍情報
- ゴージャス宝田 『キャノン先生トばしすぎ』 （初回限定版） オークス〈XOコミックス〉 2008年1月14日発行 ISBN 978-4-86105-502-7
  - 第1話「炸裂! キャノン先生」
  - 第2話「爆発! キャノン先生」
  - 第3話「制服! キャノン先生」
  - 第4話「潜入! キャノン先生」
  - 第5話「団欒! キャノン先生」
  - 第6話「貧太覚醒」
  - 第7話「貧太迷走」
  - 第8話「拝啓、あの日あの時あの勇者。」
  - 最終話「キャノン先生トばしすぎっ♡」
  - おまけ漫画／用語解説／謝辞／後書き
  - 特別付録『コミックヒロイン』（巨砲キャノン、海乃みるく、鉄鋼院ラセン、ルンペン貧太、RIKI、シノ、弐駆緒、金平守人、唄飛鳥、東雲龍、のぎまこと、四万十曜太、香月りお、あ〜る・こが） ※『コミックXO』掲載作家陣によるアンソロジー集。ただし「巨砲キャノン」「ルンペン貧太」「鉄鋼院ラセン」「海乃みるく」名義は、すべてゴージャス宝田による作品。

- ゴージャス宝田 『キャノン先生トばしすぎ』 （通常版） オークス〈XOコミックス〉 2008年2月25日発行 ISBN 978-4-86105-525-6
  - 第1話「炸裂! キャノン先生」
  - 第2話「爆発! キャノン先生」
  - 第3話「制服! キャノン先生」
  - 第4話「潜入! キャノン先生」
  - 第5話「団欒! キャノン先生」
  - 第6話「貧太覚醒」
  - 第7話「貧太迷走」
  - 第8話「拝啓、あの日あの時あの勇者。」
  - 最終話「キャノン先生トばしすぎっ♡」
  - おまけ漫画／用語解説／謝辞／後書き／「魔法の妹アブノマリア」（巨砲キャノン）※「巨砲キャノン」名義はゴージャス宝田による作品。

- ゴージャス宝田 『キャノン先生トばしすぎぜんぶ射精し！』 エンジェル出版〈エンジェルコミックス〉 2016年1月発売 ISBN 978-4-87306-686-8